# Coulounieix-Chamiers
 Coulounieix-Chamiers  (en occitano Colonhés e Champs Niers) es una población y comuna francesa, situada en la región de Aquitania, departamento de Dordoña, en el distrito de Périgueux y cantón de Périgueux-Ouest.

## Demografía
| 5816 | 7421 | 8169 | 8250 | 8403 | 8102 |
| Para los censos de 1962 a 1999 la población legal corresponde a la población sin duplicidades (Fuente: INSEE [Consultar]) |      |      |      |      |      |